# Alfa Romeo 145

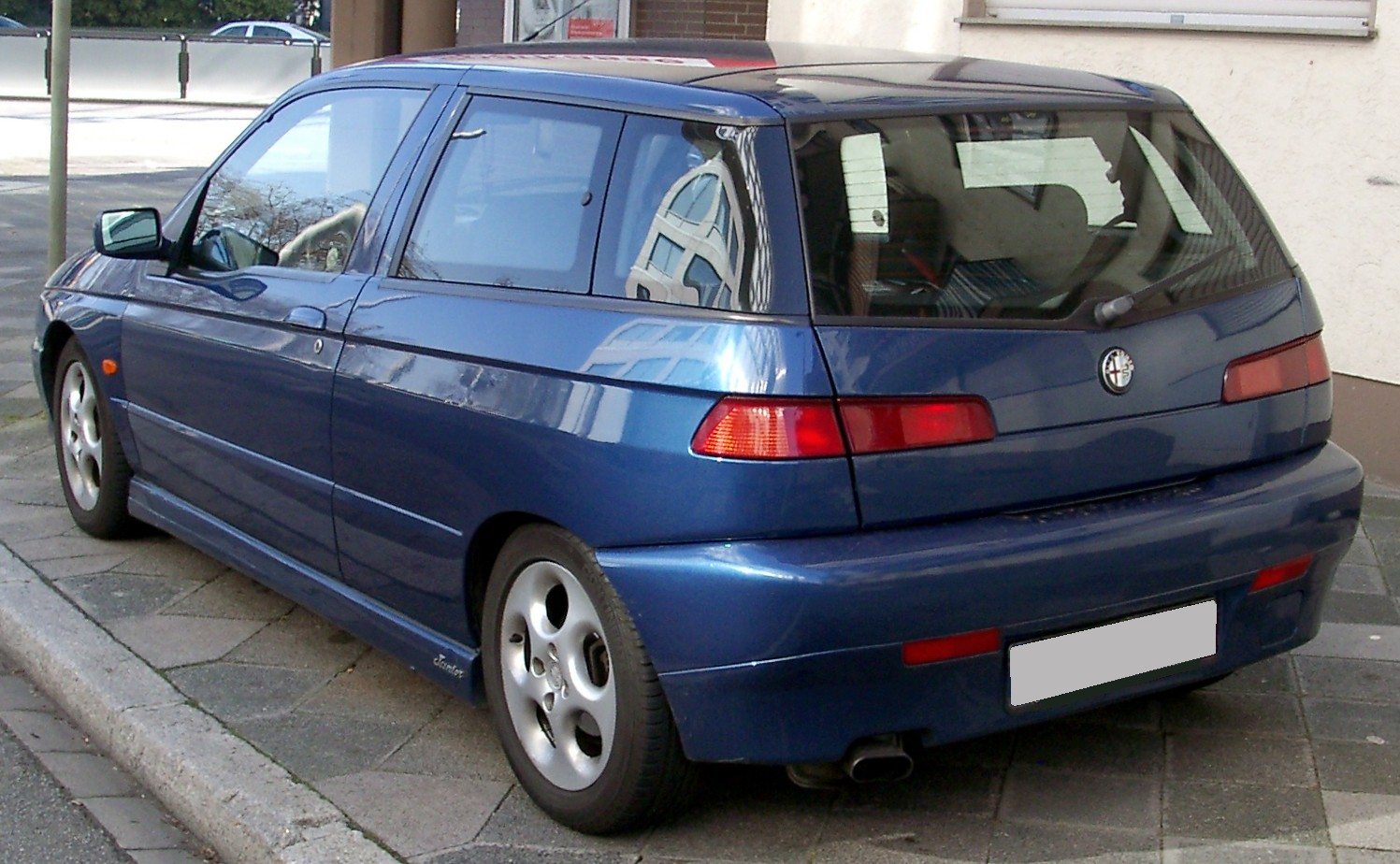
Heckansicht

Der Alfa Romeo 145 ist ein Automobil der Kompaktklasse des italienischen Herstellers Alfa Romeo, das von Sommer 1994 bis Anfang 2001 hergestellt wurde.

## Geschichte
Der Alfa Romeo 145 wurde ab Juli 1994 produziert und war das Nachfolgemodell des Alfa Romeo 33. Das fünftürige Schwestermodell stellte der Anfang 1995 vorgestellte Alfa Romeo 146 dar. Die interne Werksbezeichnung für 145 und 146 lautet Typ 930.
Der Karosserieentwurf des 145 geht auf Ermanno Cressoni zurück, den langjährigen Alfa Romeo-Designchef, der nach der Übernahme von Alfa Romeo durch Fiat dort Leiter des Centro Stile geworden war. Cressoni war schon verantwortlich für die Gestaltung von Fahrzeugen wie der Alfetta-Limousine, der Transaxle-Giulietta, des ersten Alfa Romeo 33 und des Alfa 75.
Zudem konnte Cressoni mit dem 145 ein Fahrzeug mit einer Stufe in der Unterkante des Türfensters entwerfen. Dieses Merkmal wünschte sich Cressoni bereits für den Fiat Cinquecento, wo es allerdings aus Kostengründen nicht realisiert werden konnte.
Ursprünglich wurde die Karosserie für den Lancia Delta entworfen und hatte große Ähnlichkeit mit der des Alfa Romeo 146 mit einem kurzen Stufenheck. Bei Windkanalversuchen wurde auf den Kofferraumdeckel ein Styroporklotz aufgesetzt und ein Steilheck realisiert, das sehr gute aerodynamische Werte erreichte. Als der Vorstand dieses Modell zu Gesicht bekam, wurde dort beschlossen, dass das Design weniger zu einem Lancia, sondern mehr zu einem Alfa Romeo passen würde. Daraufhin wurde die Frontpartie in die bekannte Form gebracht und Detaillösungen Alfa Romeo-typisch gestaltet.
Der Alfa Romeo 145 basierte auf der Bodengruppe des Fiat Tipo. Diese wurde aufwendig modifiziert, um die Verwendung der längs eingebauten Boxermotoren von Alfa Romeo zu ermöglichen. Dadurch machte der Alfa Romeo 145 auch die Modifikationen mit, die der Fiat Tipo im Lauf seiner Modellkarriere erfuhr.
Zunächst gab es den Alfa Romeo 145 mit den bereits aus dem Alfasud sowie dem Alfa Romeo 33 bekannten Ottomotoren, Boxermotoren mit 8 Ventilen mit 1,4 (66 kW/90 PS) bzw. 1,6 Litern Hubraum (76 kW/103 PS) sowie 1,7 Litern Hubraum und 16 Ventilen (95 kW/129 PS). Weiterhin wurde ein turbogeladener Dieselmotor mit 2,0 Litern Hubraum und einer maximalen Leistung von 66 kW (90 PS) angeboten.
Äußerlich ist die erste Serie durch ein ovales Endrohr der Abgasanlage, nahezu ebene Radzierblenden mit eingeprägtem Alfa Romeo-Logo sowie Scheibenwischer mit bis an die Wischblätter reichenden Kunststoffverkleidungen zu erkennen. Im Innenraum dominiert ein grauer Armaturenträger mit rechteckigen Lüftungsdüsen das Bild.
Im September 1995 wurde der Alfa Romeo 145 Quadrifoglio Verde auf der 56. IAA als Topmodell der Baureihe vorgestellt. Unterschiede zu den anderen Modellen der Baureihe waren die Seitenschweller mit grünem Quadrifoglio-Emblem, die Leichtmetallräder, sportliche Sitze, geänderte Instrumente, Lederlenkrad mit rot abgesetzten Nähten und ein speziell straffer abgestimmtes Sportfahrwerk. Als Motor wurde der erste TwinSpark-Motor in diesem Modell eingesetzt: Ein Zweiliter-Reihenvierzylindermotor mit Doppelzündung und 110 kW (150 PS) maximaler Leistung.

## Modellpflege
Mit der Überarbeitung im Dezember 1996 wurde die Motorenpalette von den Boxer- auf Reihenvierzylindermotoren mit Doppelzündung umgestellt, da die Boxermotoren aufgrund des merklich höheren Fahrzeuggewichts nicht die gewünschten Leistungs- und Kraftstoffverbrauchswerte erzielten. Erhältlich waren vier Ottomotoren von 1,4 bis 2,0 Liter Hubraum und 16 Ventilen sowie weiterhin der Dieselmotor mit Turboaufladung.
Äußerliche Modifikationen an der Karosserie wurden nicht vorgenommen. So ist der Unterschied zwischen den Fahrzeugen nur anhand weniger Details auszumachen: Die Fahrzeuge wurden mit einer dritten Bremsleuchte ausgestattet, die Radzierblenden sind nun etwas geschwungener und haben nach wie vor ein eingeprägtes Alfa Romeo-Logo, das Endrohr der Abgasanlage ist nun rund, und die Scheibenwischer bestehen wie bei anderen Fahrzeugen üblich aus Metallarmen mit eingehakten, segmentierten Wischblättern. Weiterhin ist die Motorbezeichnung nun nicht mehr auf der linken Seite der Kofferraumklappe hinter dem Schriftzug „145“ angebracht, sondern auf der rechten Seite zusammen mit dem Schriftzug T.SPARK bzw. TD.
Im Innenraum wurde das Fahrzeug jedoch stärker verändert: Eine zweifarbige Mittelkonsole mit veränderten Reglern für die Belüftung sowie runde Lüftungsdüsen befand sich darin, das Lenkrad ist mit einem aufgesetzten farbigen Alfa Romeo-Logo bestückt. Weiterhin wurde ein von links nach rechts verlaufendes Stoffband, passend zur gewählten Farbe der Innenausstattung, am Armaturenträger integriert, welches den Innenraum weiter aufwertet. Das gesamte Armaturenbrett wurde besser ausgeschäumt, um die Knarz- und Klappergeräusche weiter zu reduzieren.
Unter dem Blech wurde der Alfa Romeo 145 parallel zum Fiat Tipo erheblich modifiziert, um die Unfallsicherheit zu verbessern. Der Fiat Tipo hatte beim damals neu eingeführten NCAP-Crashtest ein verheerendes Ergebnis erzielt, weswegen die Frontpartie der Bodengruppe wesentlich verstärkt wurde, um ein besseres Crashverhalten zu erzielen. Alle auf dem Fiat basierenden Fahrzeuge erhielten diese Änderungen ebenfalls, so auch der Alfa Romeo 145. Dadurch stieg das Leergewicht der Fahrzeuge erheblich an.

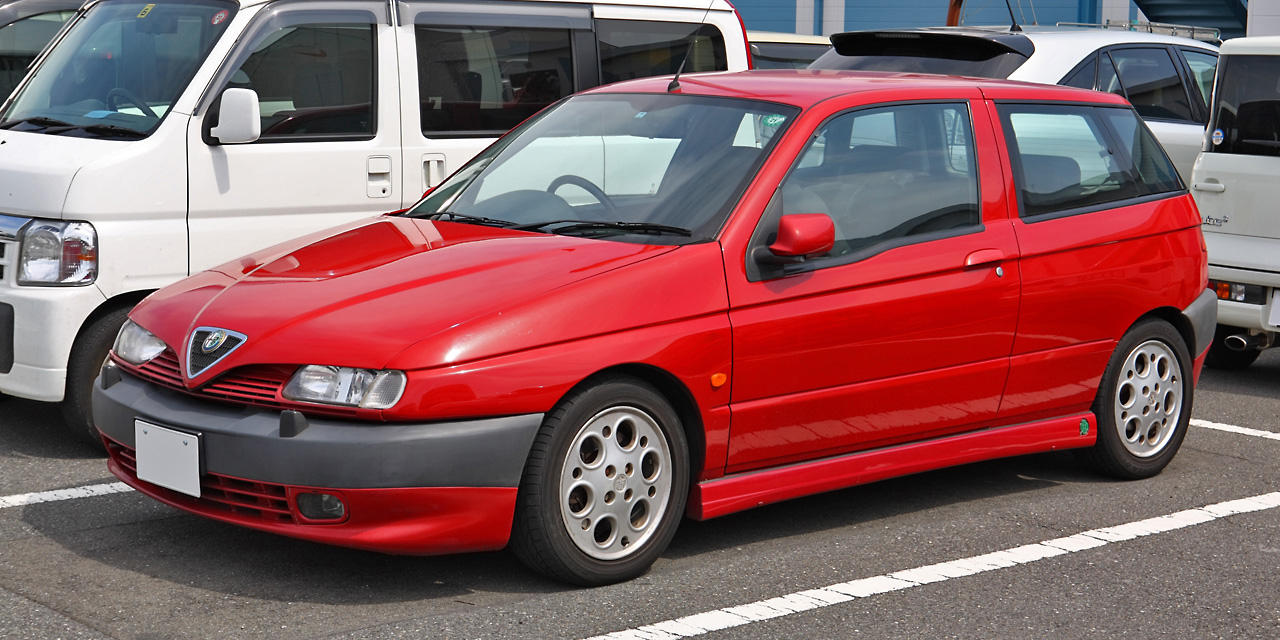
Alfa Romeo 145 (1996–1998)
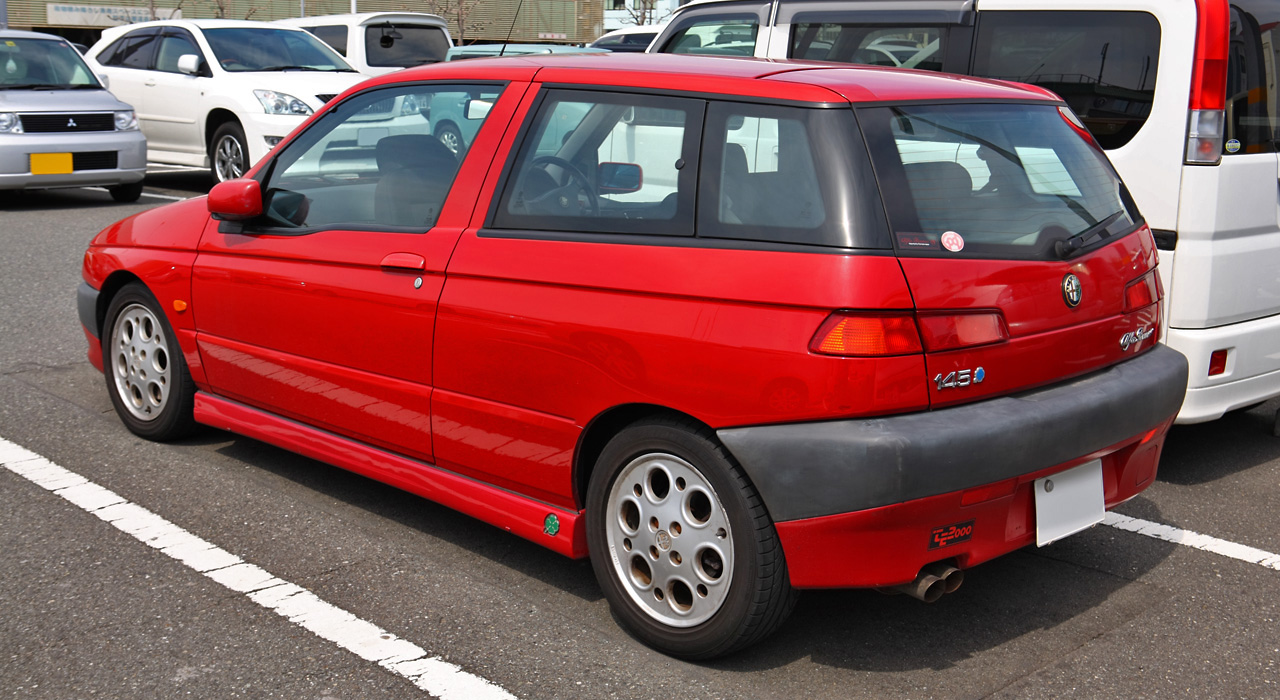
Heckansicht
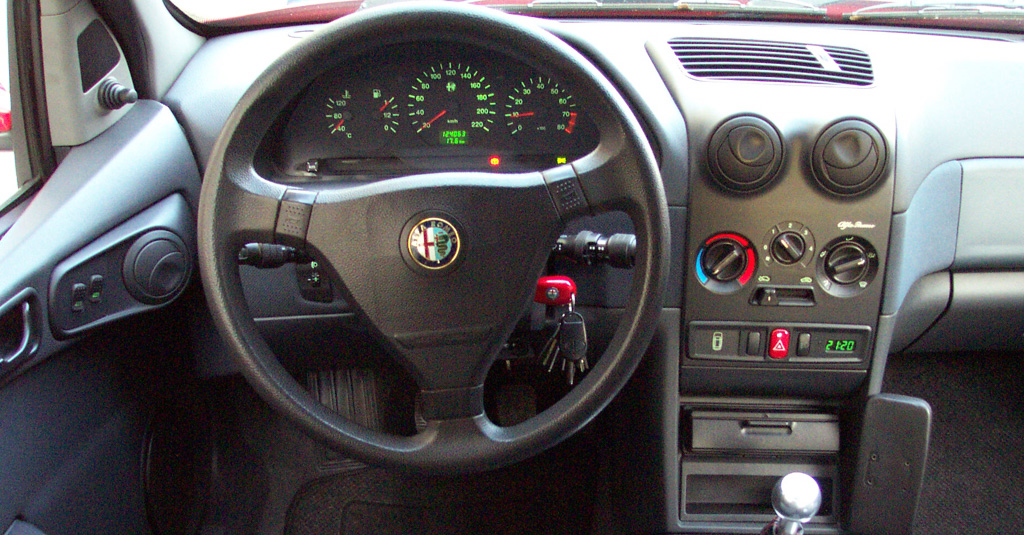
Armaturentafel

Im Oktober 1998 erfolgte ein erneutes Facelift. Äußerliche Modifikationen betrafen insbesondere die Stoßfänger, welche mit eingesetzten Stoßleisten und einer rundlicheren Optik ausgestattet waren. Zudem waren die Stoßfänger nun bis auf eine schmale Stoßleiste vollständig in Wagenfarbe lackiert, während die Vorgängermodelle einen breiten, unlackierten Streifen aufwiesen. Die Radzierblenden erhielten ein farbiges Alfa Romeo-Logo.
Im Innenraum wurden nur wenige Modifikationen vorgenommen: Lüftungsdüsen und Instrumente wurden mit Chromringen verziert, ebenso sind die Türöffner nun ebenfalls in Chromoptik. Zudem wurde die Sicherheitsausstattung weiter verbessert: Seitenairbags waren ab sofort Serie, der Beifahrerairbag verfügt über eine Sitzbelegungserkennung.
Die Motorenpalette wurde nur in Teilen überarbeitet: Durch ein Schaltsaugrohr erhöhten sich die Motorleistungen der 1,8-Liter-Vierzylindermotoren auf maximal 106 kW (144 PS) und der Zweiliter-Vierzylindermotoren auf maximal 114 kW (155 PS) wie in der Alfa Romeo 156, der 2,0-Liter-Turbodieselmotor mit Wirbelkammereinspritzung wurde durch einen 1,9-Liter-Turbodieselmotor mit Common-Rail-Einspritzung, einer maximalen Leistung von 77 kW (105 PS) und 8 Ventilen ersetzt. Weiterhin wurde die Palette der verfügbaren Farben überarbeitet: Fortan fand sich auch ein Gelbmetallic-Ton in der Farbpalette mit insgesamt 16 verfügbaren Farben wieder.

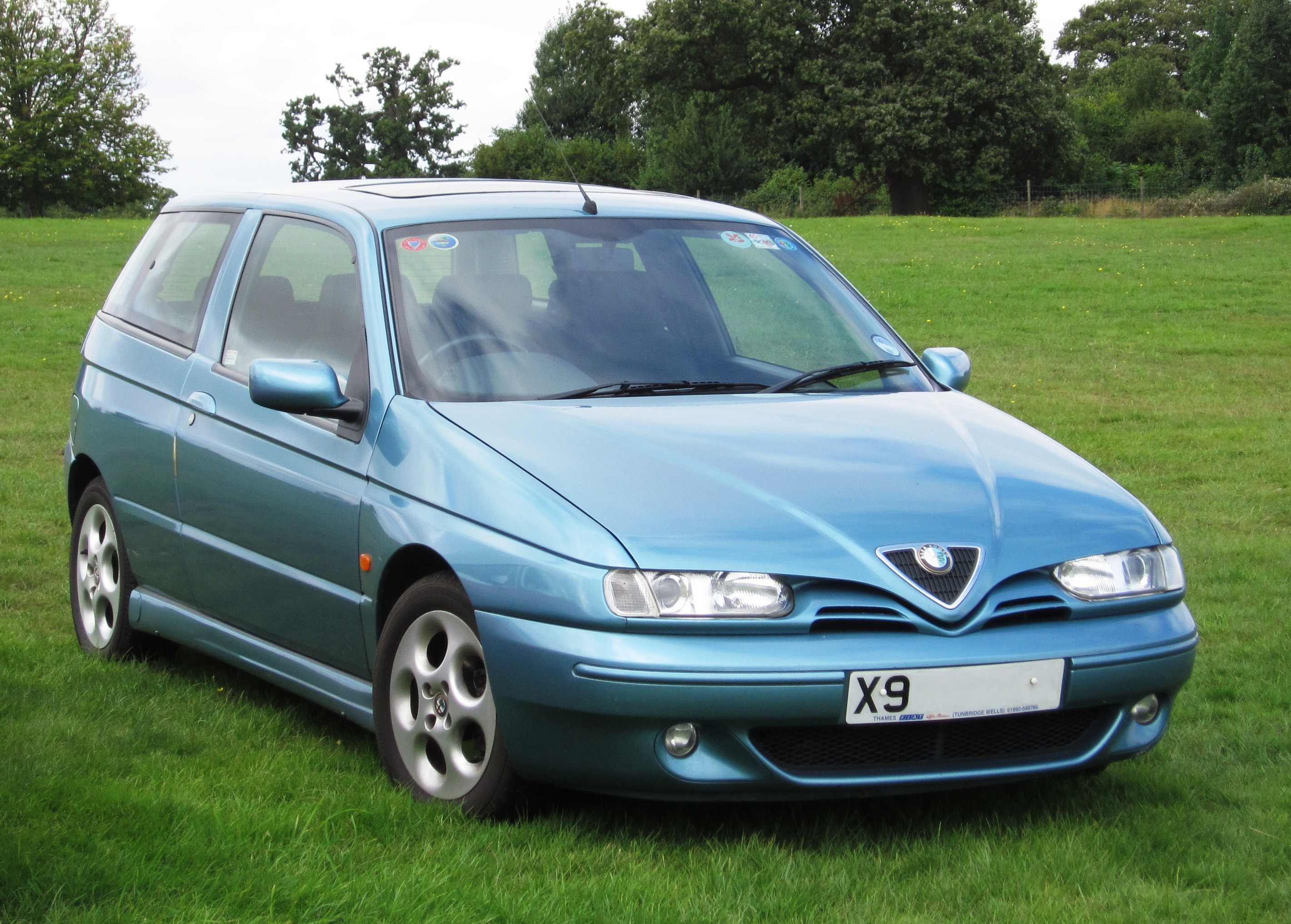
Alfa Romeo 145 (1998–2001)
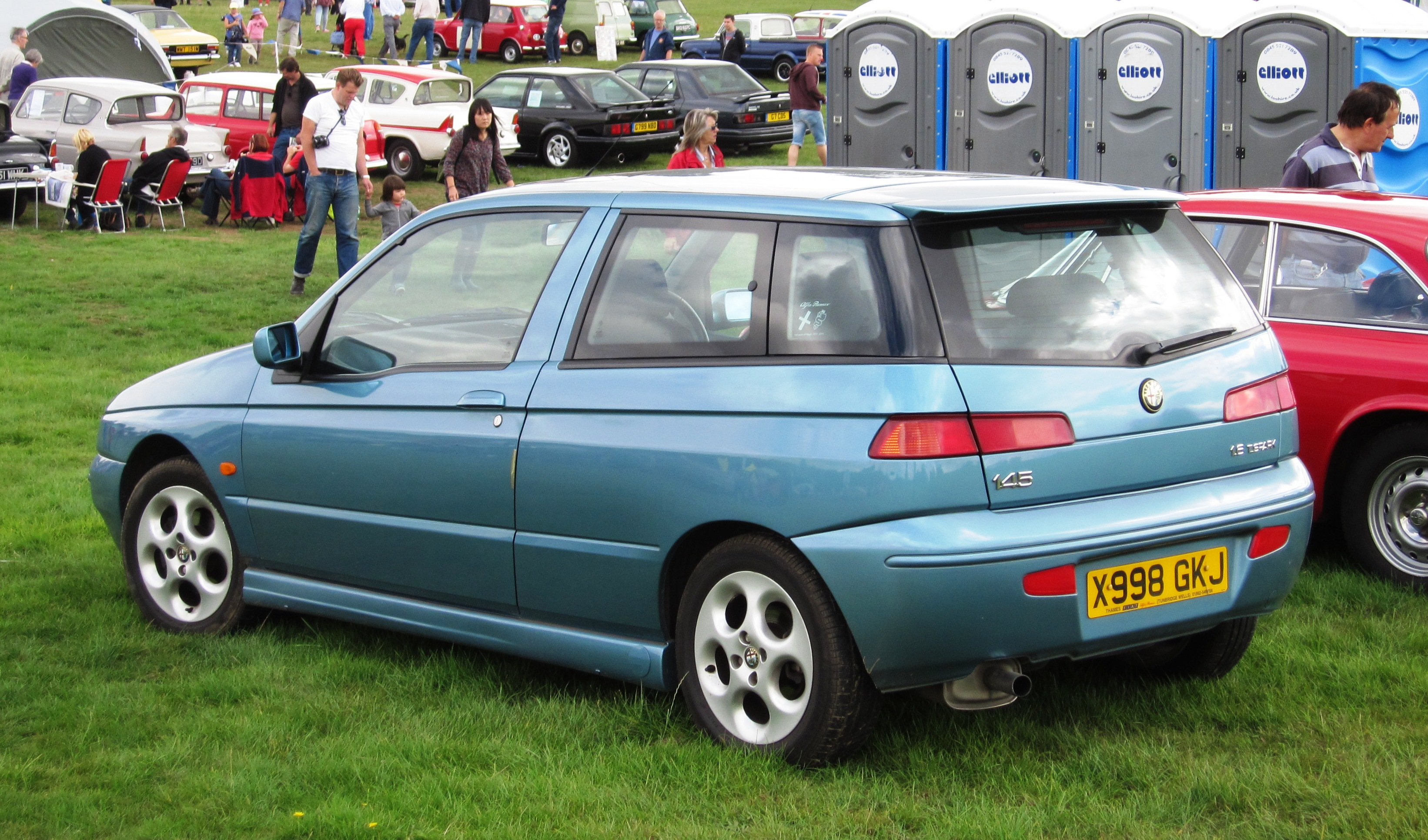
Heckansicht
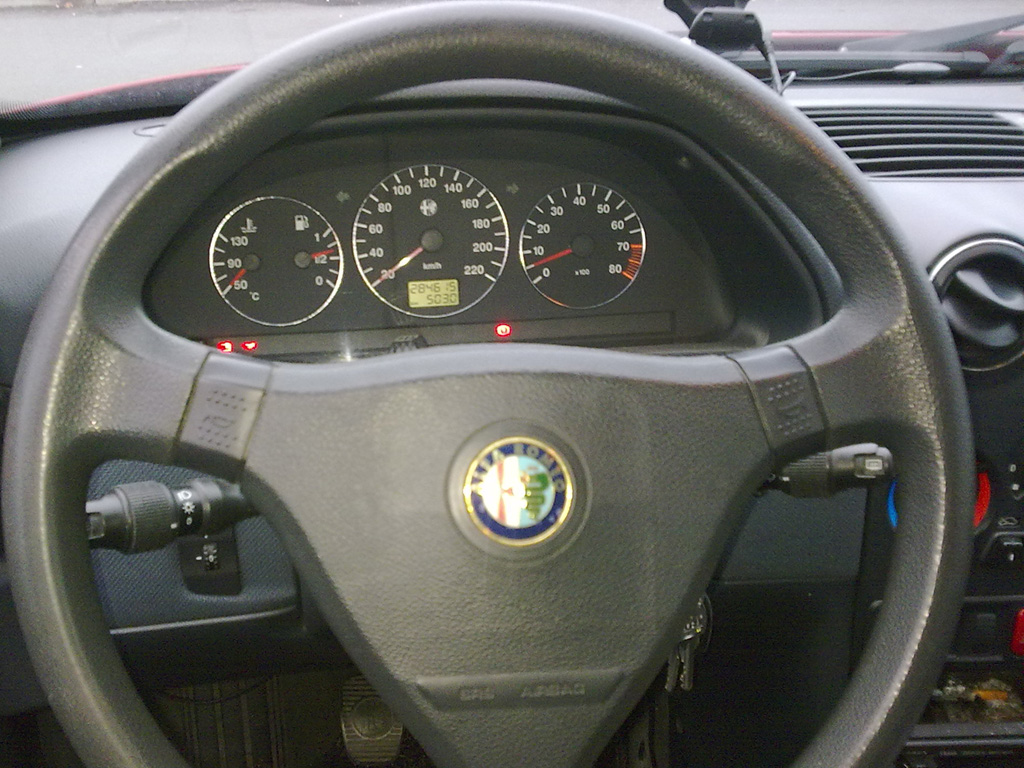
Armaturentafel

Im Januar 2001 wurde die Produktion des 145 beendet. Nachfolger wurde der Alfa Romeo 147.

## Ausstattung
Beim Alfa Romeo 145 wurden keine unterschiedlichen Ausstattungslinien angeboten. Die Ausstattung variierte jedoch mit der Motorisierung und Verkaufsland, auch waren nicht alle Optionen für alle Motorisierungen verfügbar.

### 07/1994–12/1996

#### Alfa Romeo 145 1.4
(23.950 DM)
Die Serienausstattung umfasste unter anderem: Fahrerairbag, Gurtstraffer vorn, Seitenaufprallschutz, Brandschutzsystem FPS, Colorverglasung, ausstellbare Seitenfenster hinten, Stahlräder mit 175/65 R14-Bereifung
Optional erhältlich waren: Beifahrerairbag (500 DM), ABS (1530 DM), Kopfstützen hinten (260 DM), elektrische Fensterheber (360 DM), elektrisches Glasschiebedach (1280 DM).
Die Stoßfänger waren komplett unlackiert, ebenso wie die Seitenschweller, Außenspiegelgehäuse und die Türgriffe.

#### Alfa Romeo 145 1.4 L
(26.650 DM)
Im „Lusso“ (=Luxus) Paket war folgende Mehrausstattung serienmäßig: Scheibenbremsen hinten (anstatt Trommelbremsen), ABS, Kopfstützen hinten, höhenverstellbarer Fahrersitz, Zentralverriegelung, elektrische Fensterheber, asymmetrisch geteilt umklappbare Rücksitzbank im Verhältnis 60/40
Weitere verfügbare Optionen waren unter anderem: Klimaanlage (2250 DM), lackierte Stoßfängerunterteile (330 DM), Diebstahlwarnanlage mit Fernbedienung (460 DM).

#### Alfa Romeo 145 1.6
(28.700 DM)
Weitere Serienausstattung zum 1.6 L: lackierte Stoßfängerunterteile, Check Panel (Anzeige geöffneter Türen), elektrische Heckklappenöffnung (anstatt Seilzug), elektrisch verstell- und beheizbare Außenspiegel, Nebelscheinwerfer, Stahlräder mit Reifen 185/60 R14

#### Alfa Romeo 145 Quadrifoglio Verde
(36.400 DM)
Als Topmodell war unter anderem Folgendes serienmäßig: Fahrer- und Beifahrerairbag, ABS, höhenverstellbares Lenkrad, Leder-Schaltknauf, Sportsitze, Stoßfängerunterteil und verbreiterte Seitenschweller sowie Außenspiegel und Türgriffe in Wagenfarbe lackiert, Leichtmetallräder mit Reifen 195/55 R15, Radiovorrüstung mit 6 Lautsprechern und Antenne, Scheinwerferwaschanlage
Optionen umfassten Recaro-Sportsitze (1130 DM) und die Exklusiv-Lederausstattung MOMO (1800 DM).

#### Alfa Romeo 145 TD
(28.700 DM)
Der 145 TD war vergleichbar zum 145 1.4 L ausgestattet mit ähnlichen Optionen. In den Niederlanden jedoch mit serienmäßiger Zentralverriegelung, elektrischen Fensterhebern und einer Radiovorbereitung.

### 12/1996–10/1998
Mit dem ersten Facelift wurden auch die Serienausstattung sowie die verfügbaren Optionen verbessert, jedoch stiegen auch die Grundpreise ebenso wie die Motorleistung.

#### Alfa Romeo 145 1.4 T.SPARK
(25.200 DM)
Die serienmäßige Ausstattung des Einstiegsmodells umfasste unter anderem: Fahrer- und Beifahrerairbag, Gurtstraffer vorn, Seitenaufprallschutz, Brandschutzsystem FPS, dritte Bremsleuchte, Servolenkung, Stahlräder mit Reifen 185/60HR14.
Optional waren unter anderem erhältlich: ABS (650 DM), Kopfstützen hinten (260 DM), elektrisches Glasschiebedach (1280 DM), Zentralverriegelung (310 DM), elektrische Fensterheber vorn (360 DM), Radiovorrüstung mit 6 Lautsprechern und Dachantenne (300 DM), Nebelscheinwerfer (280 DM)
Die Stoßfängerunterteile sowie Seitenschweller, Außenspiegelgehäuse und Türgriffe waren unlackiert.

#### Alfa Romeo 145 1.4 T.SPARK L
(27.950 DM)
Im „Lusso“ (=Luxus) Paket enthalten war folgende Mehrausstattung: Scheibenbremsen hinten (anstatt Trommelbremsen), ABS, Kopfstützen hinten, wahlweise Sitzbezüge in Stoff oder Velours, höhenverstellbares Lenkrad und Fahrersitz, asymmetrisch geteilt umklappbare Rücksitzbank (60/40), in Wagenfarbe lackierte Stoßfängerunterteile, Check-Panel, Zentralverriegelung, elektrische Fensterheber, Nebelscheinwerfer
Optionen: Exklusiv-Lederausstattung MOMO (2000 DM), Leichtmetallräder (970 DM), Funkfernbedienung für die Zentralverriegelung (220 DM), Diebstahlwarnanlage mit Funkfernbedienung (460 DM), thermostatisch geregelte Klimaanlage (2400 DM), Scheinwerferwaschanlage (390 DM), elektrisch verstell- und beheizbare Außenspiegel (300 DM)

#### Alfa Romeo 145 1.6 T.SPARK
(29.700 DM)
Die Serienausstattung glich dem Alfa Romeo 145 1.4 T.SPARK L, zusätzlich waren die elektrisch verstell- und beheizbaren Außenspiegel in der Serie enthalten. Die Optionen waren identisch zum 145 1.4 T.SPARK L.

#### Alfa Romeo 145 1.8 T.SPARK
(32.900 DM)
Die Mehrausstattung der Serie umfasste: Veloursinnenausstattung, elektrische Heckklappenöffnung (anstatt Seilzug), Seitenschweller, Außenspiegelgehäuse und Türgriffe in Wagenfarbe, Leichtmetallräder mit Reifen 195/55VR15
Folgende Optionen waren zusätzlich verfügbar: Sportinnenausstattung (Sportive Sitzbezüge mit Alfa Romeo-Schriftzug, Leder-Lenkrad, Leder-Schaltknauf) (250 DM), Sportpaket (Recaro-Sportsitze, Leder-Lenkrad, Leder-Schaltknauf) (1300 DM).

#### Alfa Romeo 145 Quadrifoglio Verde
(35.900 DM)
Die Topversion beinhaltete zusätzlich zum 2.0 T.SPARK serienmäßig: Leder-Schaltknauf, Leder-Lenkrad, Sportsitze, Lehnenrückseite der Vordersitze mit Taschen, aerodynamische Seitenschweller in Wagenfarbe und mit QV-Emblem, Radiovorrüstung mit 6 Lautsprechern und Dachantenne
Optional standen hier Recaro-Sportsitze (1130 DM) zur Verfügung.

#### Alfa Romeo 145 2.0 TD
(28.900 DM)
Die Serienausstattung und die Optionen des Alfa Romeo 145 2.0 TD basierten auf dem Alfa Romeo 145 1.4 T.SPARK L, es waren jedoch Stahlräder mit Reifen 175/65TR14 montiert.

### 10/1998–01/2001
Mit dem zweiten Facelift waren, je nach Markt, zusätzlich Seitenairbags in der Serienausstattung enthalten, auch wurde die Serienausstattung zum Teil weiter verbessert.

## Sondermodelle
Vom Alfa Romeo 145 gab es einige Sondermodelle, die nur für kurze Zeit verfügbar waren oder auf wenige Stückzahlen limitiert wurden:

### Trofeo
Das Trofeo-Paket wurde in der zweiten Hälfte des Jahres 1996 angeboten bis zum ersten Facelift. Es war verfügbar für den Alfa Romeo 145 1.4, Alfa Romeo 145 1.4 L und Alfa Romeo 145 1.6. Es war in den Farben Alfarot sowie Schwarz erhältlich, beinhaltete unter anderem 15 Zoll große Leichtmetallräder „Zender Imola“ mit Bereifung der Dimension 195/50 R15, einen Tieferlegungssatz (40 mm), volllackierte Stoßfänger, Außenspiegelgehäuse und Seitenschweller sowie einen Dachkantenspoiler und eine ovale Blende für das Endrohr der Abgasanlage. Im Innenraum wurden Teile aus dem Zender-Zubehörprogramm verwendet: Ein Aluminium-Schaltknauf mit Ledermanschette und rot abgesteppten Nähten sowie Aluminium-Pedalauflagen. Die Serienausstattung wurde nicht verändert.

### Junior
Der Alfa Romeo 145 Junior hatte eine sportlichere Optik als die Serienfahrzeuge. Enthalten waren unter anderem die lackierten Seitenschweller des 145 Quadrifoglio Verde, allerdings mit Junior-Schriftzug anstelle des grünen QV-Emblems, lackierte Außenspiegelgehäuse und Türgriffe, eine Tieferlegung des Fahrwerks und 15 Zoll große Leichtmetallräder im Fünf-Loch-Design.
Im Innenraum fanden sich Lederlenkrad und Lederschaltknauf wieder. Angeboten wurde der Alfa Romeo 145 Junior im Jahr 1998 vor dem zweiten Facelift für die Modelle 1.4 T.SPARK L und 1.6 T.SPARK.

### Limited 500

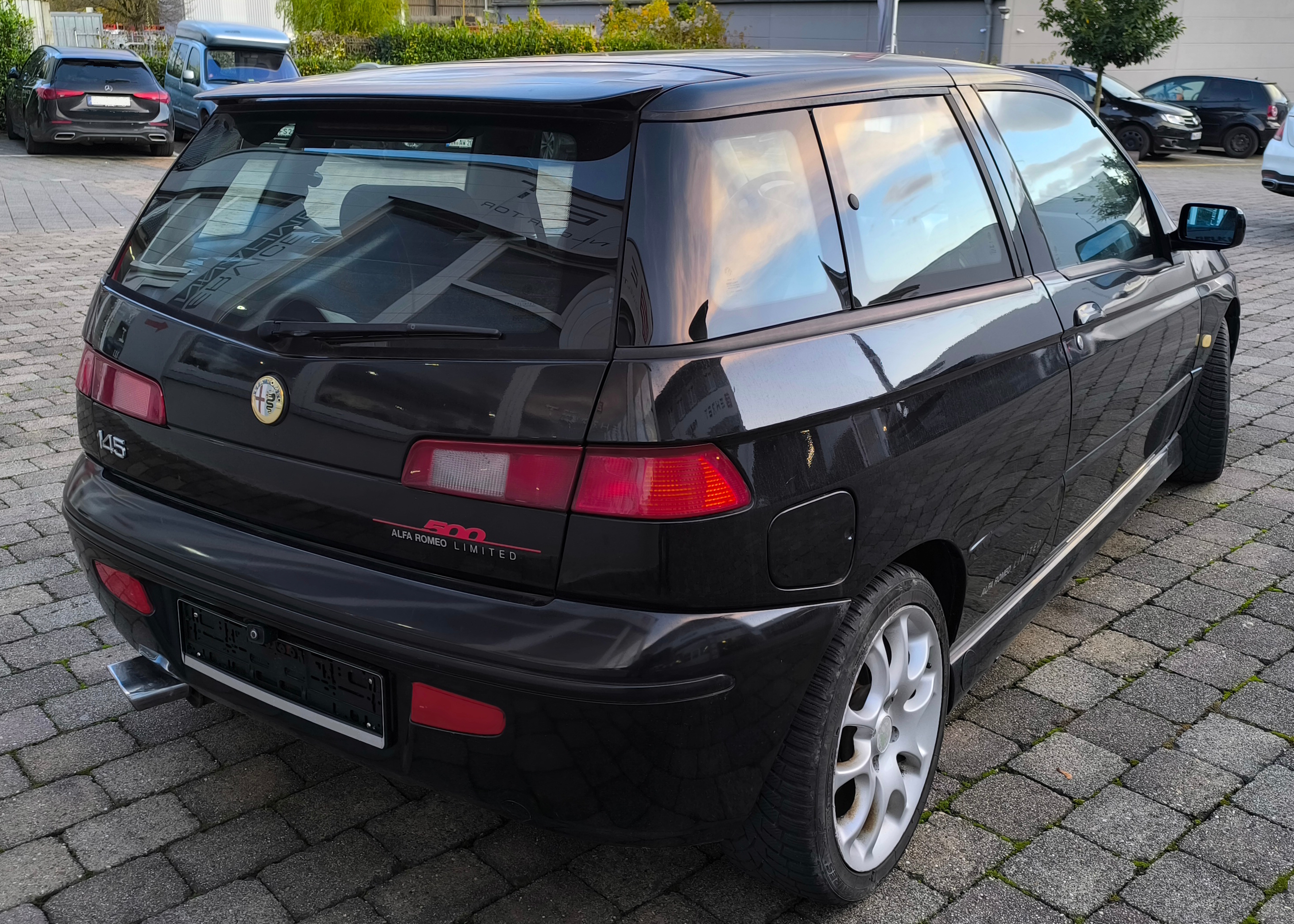
Alfa Romeo 145 Limited 500 Edition

Die Limited 500 Edition war auf 500 Exemplare limitiert und war für den Alfa Romeo 145 nach dem zweiten Facelift im Jahr 1999 für den 145 1.4 T.SPARK, 1.6 T.SPARK und 1.9 JTD in der Farbe Schwarz verfügbar. Hier war das Mittelteil des Armaturenträgers silberfarben lackiert, der Schriftzug „Limited 500“ auf den Seitenteilen über den Schwellern und unter den Rückleuchten aufgedruckt, und die Nummer des Fahrzeugs wurde auf der Mittelkonsole vermerkt. Das Paket beinhaltete unter anderem 16 Zoll große Leichtmetallräder „Zender Le Mans“ für die Sommerbereifung und Tieferlegung, einen Dachkantenspoiler, lackierte Stoßleisten in den Stoßfängern, eine ovale Auspuffblende und weiße Seitenblinker. Der Innenraum wurde aufgewertet durch ein Ledersportlenkrad, Aluminiumschaltknauf und -handbremshebel, Aluminiumpedalauflagen, Edelstahleinstiegsleisten. Die Serienausstattung wurde durch eine Klimahalbautomatik aufgewertet.

### Edizione Sportiva
Nach dem Erfolg des Alfa Romeo 145 Limited 500 wurde ein weiteres Sondermodell zum Ende der Laufzeit der Baureihe 930 im Jahr 2000 aufgelegt, das sich stark an die Limited 500-Modelle anlehnte, jedoch zusätzlich in Alfarot, Blau und Silber bestellt werden konnte. So waren die Lackierung der Mittelkonsole und die Felgen bei beiden Paketen gleich, zusätzlich gab es 15 Zoll große Leichtmetallräder im Junior-Style mit Winterbereifung, auch Dachkantenspoiler und Tieferlegung sowie die weißen Seitenblinker waren vorhanden. Es fehlten lediglich die Limited 500-Schriftzüge.

## Motorenübersicht
| Modell       | Motorart    | Motorbauart | Anzahl Ventile | Hubraum in cm³ | max. Leistung                  | max. Drehmoment       | Beschleunigung, 0–100 km/h | Höchstgeschwindigkeit vmax in km/h | Bauzeitraum     |
| ------------ | ----------- | ----------- | -------------- | -------------- | ------------------------------ | --------------------- | -------------------------- | ---------------------------------- | --------------- |
| 1.4          | Ottomotor   | B4          | 8              | 1351           | 66 kW (90 PS) bei 6000 min−1   | 115 Nm bei 4400 min−1 | 12,5 s                     | 178                                | 07/1994–12/1996 |
| 1.4 T. Spark | Ottomotor   | R4          | 16             | 1370           | 76 kW (103 PS) bei 6000 min−1  | 124 Nm bei 4600 min−1 | 11,2 s                     | 185                                | 12/1996–01/2001 |
| 1.6          | Ottomotor   | B4          | 8              | 1596           | 76 kW (103 PS) bei 6000 min−1  | 134 Nm bei 4500 min−1 | 11,0 s                     | 185                                | 10/1994–12/1996 |
| 1.6 T. Spark | Ottomotor   | R4          | 16             | 1598           | 88 kW (120 PS) bei 6300 min−1  | 144 Nm bei 4500 min−1 | 10,2 s                     | 195                                | 12/1996–01/2001 |
| 1.7 16V      | Ottomotor   | B4          | 16             | 1712           | 95 kW (129 PS) bei 6500 min−1  | 148 Nm bei 4300 min−1 | 9,8 s                      | 200                                | 10/1994–12/1996 |
| 1.8 T. Spark | Ottomotor   | R4          | 16             | 1747           | 103 kW (140 PS) bei 6300 min−1 | 165 Nm bei 4000 min−1 | 9,2 s                      | 205                                | 12/1996–09/1998 |
| 1.8 T. Spark | Ottomotor   | R4          | 16             | 1747           | 106 kW (144 PS) bei 6500 min−1 | 169 Nm bei 3500 min−1 | 9,1 s                      | 207                                | 10/1998–01/2001 |
| 2.0 T. Spark | Ottomotor   | R4          | 16             | 1970           | 110 kW (150 PS) bei 6200 min−1 | 187 Nm bei 4000 min−1 | 8,4 s                      | 210                                | 10/1995–03/1998 |
| 2.0 T. Spark | Ottomotor   | R4          | 16             | 1970           | 114 kW (155 PS) bei 6400 min−1 | 187 Nm bei 3500 min−1 | 8,3 s                      | 211                                | 03/1998–01/2001 |
| 2.0 TD       | Dieselmotor | R4          | 8              | 1929           | 66 kW (90 PS) bei 4100 min−1   | 186 Nm bei 2400 min−1 | 12,0 s                     | 178                                | 10/1994–02/1999 |
| 2.0 TD Kat.  | Dieselmotor | R4          | 8              | 1929           | 66 kW (90 PS) bei 4200 min−1   | 186 Nm bei 2500 min−1 | 12,0 s                     | 178                                | 10/1994–02/1999 |
| 1.9 JTD      | Dieselmotor | R4          | 8              | 1910           | 77 kW (105 PS) bei 4000 min−1  | 255 Nm bei 2000 min−1 | 10,4 s                     | 185                                | 02/1999–01/2001 |

## Zusätzliche technische Angaben

### Alfa Romeo 145 1.4 TS
- Steuergerät: Bosch Motronic MPI 1.5.5
- Getriebe: 5-Gang
- Antriebsart: Vorderradantrieb
- Leergewicht: 1210 kg
- Durchschnittsverbrauch: 8,1 l/100 km
- Tankinhalt: 51 l
- Spurweite vorne: 1472 mm
- Spurweite hinten: 1441 mm

### 145 2.0 Twin Spark 16V Quadrifoglio Verde
- Steuergerät: Bosch Motronic M2.10.3
- Getriebe: 5-Gang
- Antriebsart: Vorderradantrieb
- Leergewicht: 1240 kg
- Durchschnittsverbrauch: 8,7 l/100 km
- Tankinhalt: 61 l
- Spurweite vorne: 1472 mm
- Spurweite hinten: 1441 mm